# ZFS
ZFS – system plików oryginalnie zaprojektowany przez Sun Microsystems dla systemu operacyjnego Solaris. Nazwa pierwotnie była akronimem od ang. Zettabyte File System, obecnie, ponieważ obsługuje woluminy znacznie większe niż zettabajt, straciła pierwotne znaczenie.
Jest on otwartym oprogramowaniem wydanym na licencji Common Development and Distribution License (CDDL). System został również wdrożony we FreeBSD w wersji 7.0. Istnieje również projekt ZFS on FUSE/Linux, dzięki któremu można korzystać z tego systemu plików także w systemach linuksowych.
ZFS wnosi wiele udoskonaleń takich jak dodatkowa warstwa abstrakcji, która oddziela przestrzeń przechowywania danych od fizycznych dysków, co ułatwia zarządzanie, czy 64-bitowe sumy kontrolne zapewniające integralność danych. Opisywany system plików jest 128-bitowy. dzięki czemu potrafi obsługiwać woluminy dyskowe o rozmiarach 256 biliardów zettabajtów (2128). Pojedyncze pliki natomiast mogą mieć wielkość do 16 eksabajtów (264), a w konkretnym katalogu może być do 248 plików.

## Spór patentowy
5 października 2007 roku firma NetApp wystosowała do sądu w Teksasie pozew patentowy z powodu domniemanego nielegalnego wykorzystania jej siedmiu patentów przez Sun Microsystems w systemie plików ZFS. W odpowiedzi firma Sun Microsystems również pozwała firmę NetApp o naruszenie patentów.
9 września 2010 roku firma Oracle (która przejęła Sun Microsystems) podpisała porozumienie z NetApp, na mocy którego obie firmy zakończyły spór sądowy. Szczegóły porozumienia nie zostały podane.